# Gem Space
Gem Space (до 19 июля 2023 года — Gem4me ) — мобильное приложение (суперапп), разработанное командой DevTeam Group, предоставляющее возможности для общения, ведения блогов и коммерческой деятельности. Изначально развивалось под брендом Gem4me и представляло собой кроссплатформенную систему мгновенного обмена сообщениями (мессенджер), в которой пользователи могут обмениваться всеми видами сообщений (текстовые, голосовые, видео, стикеры), использовать эмодзи, пересылать файлы любых размеров, делиться геолокацией, организовывать конференции, открывать группы, вести блоги и торговать на встроенной площадке MarketSpace.
Gem Space имеет приложение для iOS и Android, а также может быть запущен в браузере или в виде клиента для десктопа. При установке на компьютер или ноутбук Gem Space не требует предварительной загрузки мобильной версии.
По состоянию на сентябрь 2024 года Gem Space был установлен более 40 миллиона раз.
Gem Space — международный проект, команда разработки и продвижения распределена по всему миру.

## История
В мае 2016 года была выпущена первая нативная версия мессенджера на операционной системе Android. Примерно через месяц после этого началась работа над версией для пользователей Apple. Уже в январе 2017 года мессенджер получил более миллиона установок. В 2018 году мессенджер предлагал пользователям стандартный функционал обмена сообщениями. В 2019 году началась разработка встроенной торговой площадки MarketSpace. В 2020 году были добавлены: возможность поделиться экраном, светлая и темная темы, анимированные стикеры, публичные каналы (блоги), видеозвонки и видеоконференции. В 2021 году добавились: каталог каналов, перевод сообщений, возможность публикации статей в блогах, предпросмотр ссылок и альбомные сообщения. В 2022 году разработчики представили функционал онлайн-трансляций, возможность отправлять донаты блогерам и бесплатную расшифровку аудиосообщений.

## Технологии
Отличительной чертой приложения является комбинация мессенджера и маркетплейса – Gem4me MarketSpace, а также широкий функционал видеокоммуникаций: p2p и групповые видеозвонки, свободные и модерируемые видеоконференции. Макретплейс MarketSpace позволяет пользователю построить свой собственный магазин с функцией продажи товаров внутри самого приложения. В настоящее время MarketSpace находится в стадии бета-тестирования. В мессенджере доступны видеоконференции без ограничения по времени. В настоящий момент в видеоконференции могут принять участие до 1000 пользователей, 50 из которых могут говорить и делиться своим экраном.